# خلیج دارنلی

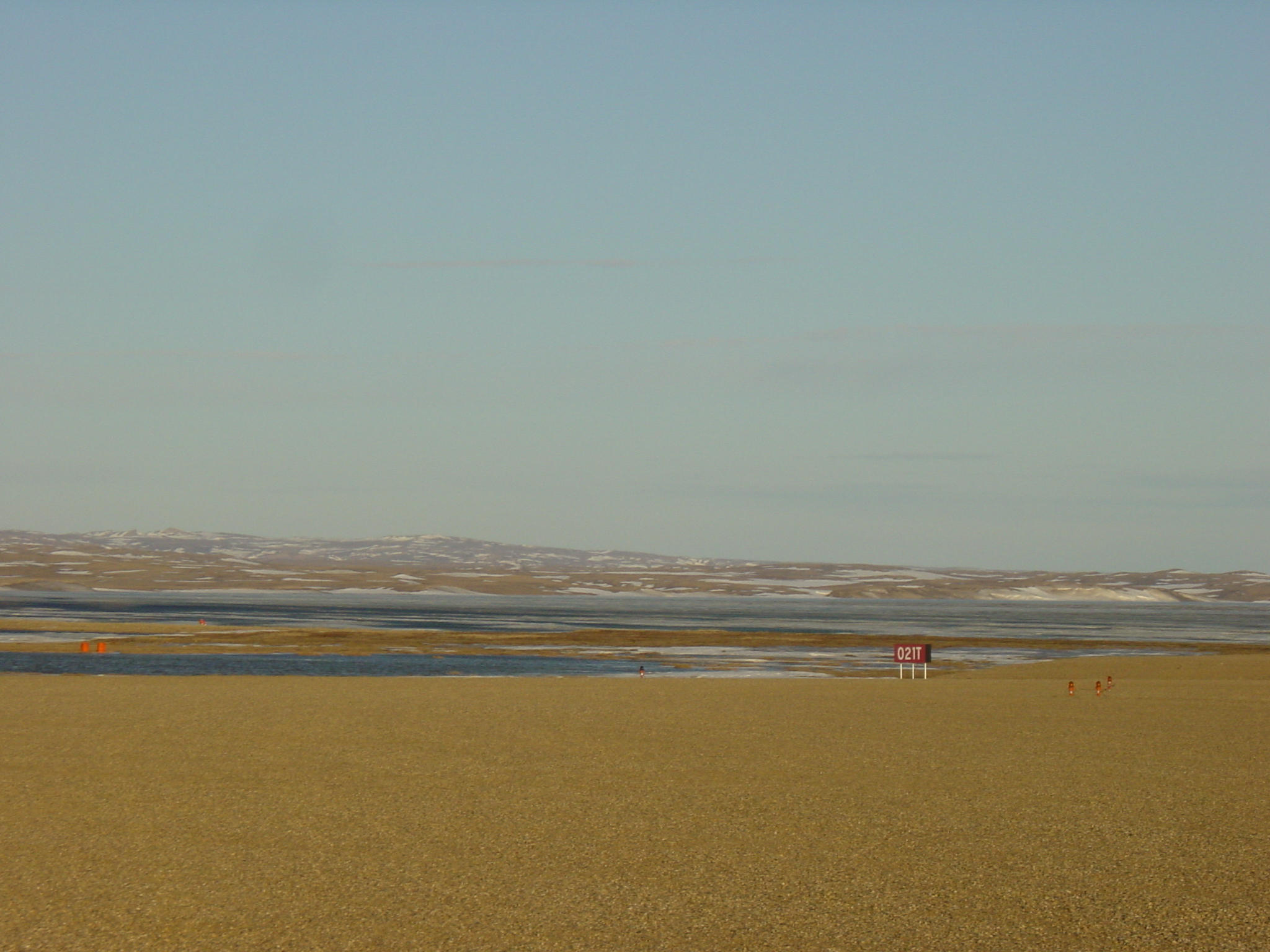
نمایی از خلیج دارنلی در قلمروهای شمال غرب، کانادا - ۲۰۰۵

خلیج دارنلی ورودی بزرگی در قلمروهای شمال غرب کشور کانادا است. این خلیج در بخش جنوبی خلیج آموندسن قرار دارد. در محل دهانه، طول آن ۴۵ کیلومتر (۲۸ مایل) و عرض آن ۳۲ کیلومتر (۲۰ مایل) است.
شبه‌جزیره پاری در غرب و نقطه هالکرو در شرق آن است. سپر کانادا از شرق خلیج دارنلی آغاز می‌شود که به صورت زمین‌های شیب‌دار به سمت بالا دیده شده که مشخصه آن یخچال‌های طبیعی است.
این خلیج توسط جان ریچاردسون (طبیعت شناس) و جان فرانکلین (دریابان) در زمان دومین سفر اکتشافی زمینی برای جان بلای، کنت چهارم دارنلی نامگذاری شد.
در سال ۱۹۱۵ در سفر اکتشافی کانادایی‌ها به قطب شمال، از ساحل جنوبی این خلیج عبور شد.
رود هورنادای که به ساحل جنوبی این خلیج جاری می‌شود در ۱۴ کیلومتری (۸/۷ مایلی) شرق آبادی پولاتوک در اینوویالویت قرار دارد.